# Scooby-Doo

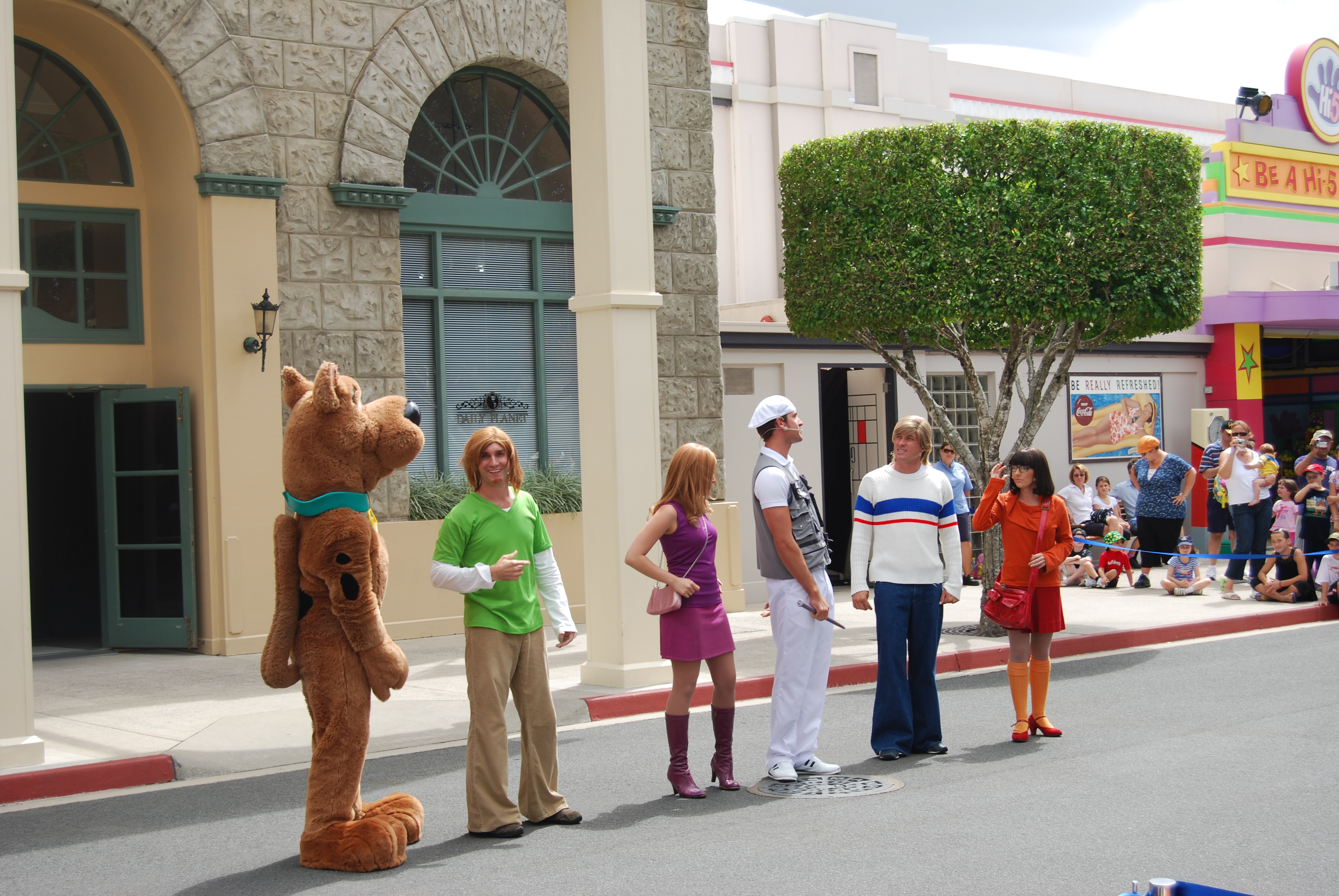
Personer utklädda till karaktärerna. På bild: Scooby-Doo, Shaggy, Daphne, en okänd person, Fred och Velma.

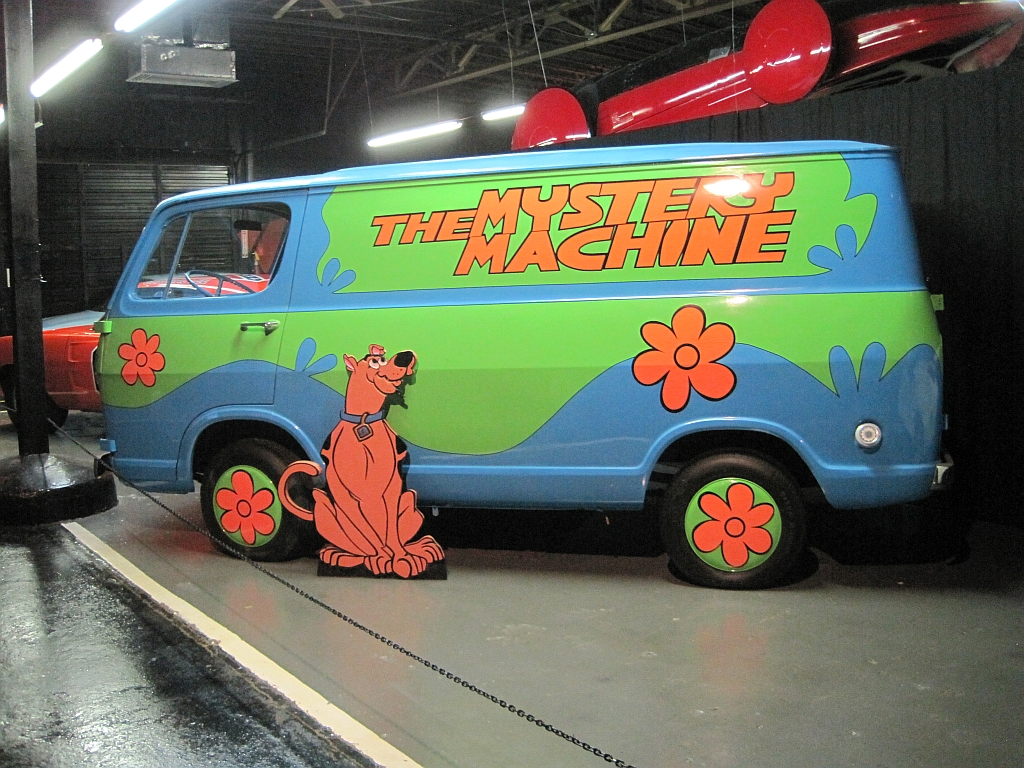
Scooby-Doo och skåpbilen The Mystery Machine på Rusty's TV & Movie Car Museum i Jackson i Tennessee.

Scooby-Doo är ett amerikanskt mediavarumärke uppbyggt kring flera animerade TV-serier och relaterade verk. Den ursprungliga TV-serien, Scooby-Doo, var är du? (1969–1972), skapades för Hanna-Barbera Productions av Joseph Barbera och William Hanna och handlar om grand danois-hunden Scooby-Doo och hans kompanjon Shaggy som i egenskap av medlemmar i mysteriegänget löser mystiska gåtor med övernaturliga förtecken.

## Historik
Hanna-Barbera och dess efterföljare Warner Bros Animation har producerat åtskilliga animerade uppföljare och andra relaterade verk, inklusive animerade TV-filmer och spelfilmer. Vissa av dessa verk har varianter på seriens övernaturliga teman och ibland medverkar andra figurer, som till exempel Scoobys kusin Scooby-Dum och hans brorson Scrappy-Doo, tillsammans med originalfigurerna eller som ersättare för de huvudsakliga protagonisterna.
Scooby-Doo sändes ursprungligen på CBS från år 1969–1976 och därefter flyttades den till ABC som sände serien fram till 1986. Åren 1988–1991 visades spinoffen Scooby-Doo som valp på ABC där alla protagonister i mysteriegänget var barn. Det ursprungliga formatet för serien återupplivades och uppdaterades av WB Television Network i Våran Scooby-Doo som sändes 2002–2006 och den efterföljde Shaggy & Scooby-Doo Get a Clue! (2006–2008). Den senaste Scooby-Doo-serien, Scooby-Doo! Mystery Incorporated, hade premiär på Cartoon Network i juli 2010.

## Scooby-Doo-TV-serier

### Scooby-Doo, var är du?
- Originaltitel: Scooby-Doo, where are you?
- 25 avsnitt
- Ursprungligen visad: 1969-1972, och repriserad (i USA) 1974-1976

Den första serien Scooby-Doo, var är du började sändas 1969. Här presenteras Scooby-Doo, som egentligen heter Scoobert, en feg hund av rasen grand danois och hans bästa vän Norville Rogers som kallas Shaggy. Undantaget Scooby själv är Shaggy den enda figur som medverkar i samtliga inkarnationer av serien. När serien fann en mera fast form blev även de tre andra i Mysteriegänget nedan fasta roller.
Scooby och Shaggy är medlemmar av Mysteriegänget, som också inkluderar Fred "Freddie" Jones, Daphne Blake och Velma Dinkley. De är tonåringar som löser mysterier, ofta knutna till spöken och vålnader. Gänget reser runt i en grön skåpbil som de kallar The Mystery Machine (på svenska: Mysteriebilen). I serien förekommer anspelningar på flera kända mysterier och legender, till exempel avsnittet ”Den falske Nessie i Skottland” (Loch Ness-odjuret). I varje avsnitt löses ett mysterium och vanligtvis finns det en naturlig förklaring - någon har klätt ut sig.
Seriens ton har (liksom i dess fortsättningar) i regel varit snäll och "familjevänlig": realistiska vapen förekommer sällan, däremot ofta ironiska repliker, slapstick-inslag och lustigt vankelmodiga reaktioner från gängets medlemmar. Så kallade "damsel in distress"-situationer, där Daphne och Velma (ibland även Fred och Shaggy) tas till fånga av skurkarna, är relativt vanliga.

## Spelfilmer
Scooby-Doo finns också som spelfilm, Scooby-Doo själv är dock helt animerad.
- Scooby Doo (2002)
- Scooby Doo 2 – Monstren är lösa (Scooby-Doo 2: Monsters Unleashed, 2004)
- Scooby Doo 3 – Mysteriet börjar (Scooby doo 3: Mystery begins, 2009)
- Scooby Doo 4 – Legenden om sjömonstret (Scooby doo 4: Curse of the Lake Monster, 2010)
- Daphne och Velma (Daphne and Velma, 2018)
- Scoob! (2020)

## Serietidning
I Sverige, Nederländerna, Norge och Finland utgavs Scooby Doo som serietidning av Williams förlag med start december (Nr 1) 1973. 1974 utgavs 11 nummer med start Januari (Nr1) till Nov/Dec (dubbelnummer 11-12). 1975 utgavs 13 nummer. 1976 utgavs 10 nummer och därefter övertog Semic utgivningen med Nr 11/76. Utgivningen under Williams förlag hade väldigt lite med den amerikanska utgivningen att göra. Materialet var skrivet och tecknat enkom för den europeiska serietidningen. Flera olika tecknare bidrog med material men det är oklart vem alla var eller är. Tecknaren Pat Boyette benämns som "overseas comics" av bailsprojects.com och tecknaren Fred Himes som "European comics" av densamma.

## Källhänvisningar
1. ↑  "'Scooby-Doo' Creator Iwao Takamoto Dead at 81". Foxnews.com. Läst 28 januari 2015. (engelska)
2. ↑  ”Pat Boyette Biografi” (på engelska). bailsprojects.com. http://www.bailsprojects.com/whoswho.aspx/whoswho.aspx?mode=AtoZsearch&id=BOYETTE%2c+PAT.
3. ↑  ”Fred Himes Biografi” (på engelska). bailsprojects.com. http://www.bailsprojects.com/whoswho.aspx/whoswho.aspx?mode=AtoZsearch&id=HIMES%2c+FRED.